# Dempster Street Station
Die Dempster Street Station, (auch bekannt als Skokie Swift Station und North Shore Train Station) ist eine historische Bahnstation in Skokie im Cook County im US-Bundesstaat Illinois. Das Gebäude wurde 1925 erbaut und befindet sich in der Dempster Street.
Der historische Bahnhof wurde im Laufe der Zeit renoviert und mehrfach wieder genutzt. Mittlerweile ist er komplett außer Betrieb, lediglich ein Starbucks-Kaffeegeschäft ist hier ansässig. Ein neuer und modernerer Bahnhof befindet sich auf der gegenüber liegenden Straßenseite und wird von der CTA Yellow Line betrieben.
Die Station wurde am 28. Februar 1996 als Baudenkmal unter der Nummer 95001005 in das National Register of Historic Places aufgenommen.